# Het Onderdijks
Het Onderdijks is een buurt in de Nederlandse gemeente Kampen en maakt deel uit van het stadsdeel De Maten-Het Onderdijks-Stationskwartier. De eerste huizen zijn in 2003 gebouwd en de buurt is nog in ontwikkeling. De deelwijken De Hoogte (eigentijdse architectuur), De Bongerd (Architectuur in de jaren 30-stijl), De Paden(Architectuur in retro-jaren'50 stijl) is afgerond. De deelwijk De Erven is in aanbouw, net als een deel van  't Hart, waarin twee scholen en het wijkpark het Waterplansoen al zijn voltooid. De wijk telt volgens planning circa 5000 inwoners bij oplevering en wordt als een gezinswijk getypeerd. De wijk kent twee basisscholen: CBS Het Stroomdal en openbare basisschool Villa Nova.
De deelwijken De Terpen en De Tuinen moeten nog ontwikkeld worden.
Onderdijks wordt begrensd door: de Kamperstraatweg, de De Chalmotweg en de Mr. J.L.M. Niersallee (N764). Deze woonwijk op Kampen, ligt in het Kampense deel van de vroegere Onderdijkse Polder , tegenwoordig Onderdijkse Waard genoemd. In nabije toekomst gaat deze woonwijk , onderdeel uit maken van een nieuw stadsdeel, genaamd Reevedelta.